# 御坂美琴
御坂 美琴（みさか みこと）は、鎌池和馬作のライトノベル『とある魔術の禁書目録』に登場する架空の人物。同作品におけるヒロインであり、外伝『とある科学の超電磁砲』の主人公。
担当する声優は佐藤利奈（アニメ版、ドラマCD版、ゲーム版共通）。
中華人民共和国のエンターテイメント・コンテンツ企業の会社名である『bilibili（ビリビリ）』は、中国国内でも高い人気と知名度を誇る『とある科学の超電磁砲』の主人公御坂美琴の愛称から命名されている。

## 人物
学園都市に住む中学生の少女。5月2日生まれの14歳。AB型。常盤台中学2年生。学園都市第3位の超能力者（レベル5）。能力名の「超電磁砲（レールガン）」は通り名でもあり、作中ではよく「（常盤台の）超電磁砲」と呼称される。また、「常盤台のエース」と呼ばれることもある。住居は第7学区・「学舎の園」外部にある常盤台中学女子寮208号室。実家は神奈川県にある。特徴的な口調や語尾などは特にない。

### 容姿
見目麗しく、化粧のいらない整った顔立ちであり、肩まで届く茶髪のボブカットに花飾りのヘアピン（6巻、アニメ版では2期以降）を付けている。校則により休日でも制服着用義務があるために服装は常に常盤台中学の制服で、スカートの下にはクリーム色の短パンをはいている。靴下は、夏服の場合はルーズソックス、冬服時には紺色のハイソックスを履いているが、いずれも靴はローファーで合わせている。アニメ版や漫画版等のメディアミックス作品において、幼少期にはアホ毛が描写され、成長期には前髪として描写されている。自身の胸の成長に関してコンプレックスがあり、豊胸のために努力を続けている。

### 性格
竹を割ったようなサッパリとした勝気で活発な性格。誰に対しても飾らない直情的な言動が目立ち、親しい者とはタメ口など（布束には初対面だったため蹴りを入れられた）のくだけた態度で接するものの、良識はきちんと弁えており、人格破綻者揃いのレベル5の中で唯一まともな常識人と評されている。ただ、第3位としての自負からか、格下の者に助けてもらっても礼も言わず、文句を言ったりすることもある（不良に絡まれている時に助けにきた上条や黒妻などに対して）。普段は上品とは言い難い振る舞いが多いが、バイオリンの演奏を得意とするなどの一面も持ち合わせる。黒子によると、一見乱暴で雑に見えるが振る舞いは礼儀・作法・教養・誇りを全て理解した上で形を崩した物に過ぎないといい、「優しすぎる」とも評されている。
非常に正義感が強く、また真面目な努力家でもある。黒子と同じく「自分の中で絶対に曲げない信念があって、それを信じて実行する正義の人」であるが、ヒーローとは困っている人のみならず悪人の側も救わないと気が済まない上条のような精神性を持つ者だと考えているため、自分自身はヒーローではないと思っている。
小動物や低年齢向けマスコットなど、かわいらしいものを好むが、後述する能力の特性ゆえ、小動物に怖がられて近付けないために落ち込むことが多い。また、負けず嫌いでいったん勝負事になると周りが見えなくなる欠点がある。
一方で、「絶対能力進化計画」などの時のように自分自身の問題について抱え込んでしまう傾向にある。「魔神」との圧倒的な実力差を目の当たりにしてからはさらに思いつめるようになり、上条の隣に立つため新たなステージを模索して魔術に手を伸ばし、去鳴は「じきに大きく踏み外す」と警鐘を鳴らしている。

#### 少女趣味
年相応の少女らしく少女趣味的な一面がある。「ゲコ太」や「キルグマー」などの幼年向けのキャラクターに愛着を持ち、下着やパジャマや水着などを選ぶセンスは黒子をはじめ友人から子供っぽいと言われている。またロマンチックな表現を好み、繊細な恋愛映画の愛好家でもある。

### 生活
幼少期、小学校にあがる頃から学園都市に住んでいるようで、この頃に筋ジストロフィー治療の研究として自身のDNAマップを提供するが、これが後に「妹達（シスターズ）」誕生のきっかけとなる。現在は名門の常盤台中学に在籍しており、黒子とは同室である。常盤台の規則的な生活に従っているものの、たまに黒子と結託して門限や私物検査などを誤魔化したりしている。門限を破った際には、黒子と一緒にプール掃除をさせられたこともあった。
故障して美琴のお札を「飲んだ」自販機に蹴りを入れて無銭でジュースを飲んだり、コンビニでの漫画雑誌の立ち読みを日課にしていたりとお嬢様らしからぬ生活態度が多い反面、2千円のホットドッグを物ともしていない、着替えのためにホテルを借りるなど金銭感覚はお嬢様然としている。とはいえ、食蜂に比べれば庶民派の感覚にも理解がある。
戦闘能力の高さや性格などから、しばしば周囲で起きる事件を解決するために行動し、能力者と交戦したりする。黒子には一般学生であるのを理由に慎むよう諌められているが、実際は黒子ら友人達と協力して奔走することも少なくない。

#### 知能
元はレベル1の能力者だったが、数々のカリキュラムをこなし、中学入学後、12歳でレベル5の第3位にまで登りつめた功績は教育指導の模範とされている。また、普通の中学よりも程度の高い授業内容をこなしており、勉学も非常に優秀で、底辺高校生の上条に勉強を教えられるほどの学力を身につけている。18桁のパスコードを一度聞いただけで暗記し、英語・フランス語・ロシア語・イタリア語のほかにもいくつかの言語を不自由なくコミュニケーションや読み取りが可能など、高い知能を持っている。
また、学園都市の住人らしく科学的な常識が染み付いており、オカルトや非科学的な事象を信じていない。超電磁砲SSも含めると、上条当麻との闘いを含め、幾度か魔術師やその霊装と対峙し直接戦闘しているが、その際も外部の「原石」によるものなどと科学的に解釈し納得してしまい、新約3巻で魔術の存在を科学サイドの法則では説明できないものらしいと理解しつつも、根本からは認めていない。レッサーからはその思考回路を指して「ガッチガチの科学脳」と揶揄されている。

### 人間関係
上条とは本編開始より1ヶ月ほど前に、不良に絡まれていた所を彼が助けに入る形で出会った。その際に自分の能力を打ち消されたことから超能力者（レベル5）としてのプライドを傷つけられたとして目の敵にしていたが、「絶対能力進化実験」の阻止以降は恋心を抱いた行動を取るようになる。その後、上条とテッラの会話を携帯電話で偶然聞き彼の記憶喪失を知り、後にそのことを知ったと打ち明けたが、逆に彼の信念を打ち明けられたことで彼への恋愛感情を自覚する。現在ではそれが美琴の大きな行動原理となっている。上条のそばにいると振り回されて思い描いた常盤台のエース像が崩れていくのを自覚しているが、苦手であっても決して居心地悪くは感じていない。
学校では上下を問わず尊敬の眼差しを向けられており、皆から慕われている。それゆえ、輪の中心に立つことは出来ても輪に混じることが出来ないため、特定の派閥には加わっていない。
自分に憧れを抱き強引にルームメイトとなった後輩の黒子には友人兼パートナーとしては信頼しているが、彼女の過剰なアプローチにはたびたび電撃の制裁を与えている。彼女を介して知り合った初春飾利と佐天涙子とも良好な友人関係を築いているが、「絶対能力進化実験」などの暗部の事情には巻き込まないよう配慮している。
郵便局の強盗に殺されそうになった小学生の黒子を超電磁砲で助けた事が黒子の話で明らかになっているが、美琴はそれを覚えていなかった。また、黒子もそれが美琴の超電磁砲だったと気付いている程度で美琴が超電磁砲を撃つ場面は見ていない。
初めて婚后光子と出会った際には、お互い名前も知らない初対面にもかかわらずすんなり友達と呼べる仲になった。また、友人関係を派閥の繋がりと勘違いしていた婚后に対して、友達は派閥を作らなくても自然と繋がっていくものと諭している。ただしこれは漫画版での描写であり、先行して登場したアニメ版では庶民派で気さくな美琴に対して生粋のお嬢様で気位も高い婚后と何かと気の合わないことも多かったが、付き合いが長くなるにつれて友人と呼べる親しい仲になっていった。
同じく常盤台中学に通うレベル5の食蜂操祈とは、様々な面において正反対で互いに犬猿の仲。彼女の陰湿な能力の使い方故に信用しておらず、食蜂もまた美琴が派閥に属していないにもかかわらず、（本人の知らないところで）少しずつ勢力が拡大していくことを快く思っていない。バストに絶望的な格差があることもコンプレックスとなっている。ただ、大覇星祭以降は幾度も共闘するようになったことで、心理的なガードがやや低くなっている。一方で、食蜂派閥のナンバー2である帆風潤子とはゲコラー仲間として仲が良いものの、頻繁に食蜂との間を取り持とうとしてくるのには辟易としている。
母・美鈴との親子仲は良好で、美鈴の若々しい容姿も合さって傍から見ると姉妹のように見える。生き残った「妹達」（主に10032号）とは実験阻止以降も交流を続けており、打ち止めの存在についても承知している。一方で実験を主導していた統括理事長アレイスターにとっては「妹達｣の方が計画にとって重要度が高い存在と見られており、状況によっては切り捨てることも視野に入っている。「絶対能力者進化実験」にて衝突した一方通行とは、新約3巻にて「お互い加害者」という共通認識の元、戦時下で共闘した。
インデックスとは正反対の性格のために関係は不味いが、幾つかの事件で解決のために連携している。インデックスからのあだ名は「短髪」。

## 作中での行動
7月1日、デモンストレーションでロシア東部の「ショッピングセンター」に赴き、当てられた宿舎から勝手に脱走した事がきっかけで、コードEICを利用した都市伝説がモチーフとなった学園都市へのテロ計画が進行していると知り、学園都市に残った黒子と連絡を取りながら、レッサーら魔術結社予備軍「新たなる光」の面々と協力して事件を解決する。
7月18日に「連続虚空爆破」事件を解決したのをきっかけとして「幻想御手」の真相を探るべく行動し、木山春生が犯人だと突き止める。そして「多才能力」を操る彼女を倒し、その直後出現した「幻想猛獣」を撃破し事件を終結させる。8月上旬に発生した「ポルターガイスト」事件とその裏で行われていた非人道的な実験の解決に尽力している。
8月15日、自分のクローンである「妹達」の存在、さらに彼女らが非道な実験に利用されていることを知る。 一方通行が「妹達」を惨殺する現場を目撃し、一方通行に戦いを挑むもまるで歯が立たなかったが、予定外の戦闘が実験に悪影響を与える可能性から相手が手を引き、間一髪のところで事無きを得る。その後、布束砥信と協力して実験を阻止すべく、暗部組織「アイテム」による妨害等を退けながら非合法の実験を繰り返す施設を4日間かけて破壊したが、全く実験が止まらない絶望的な状況に打ちひしがれる。最後の手段として、実験の前提を逆手に取り自らの命でもって「妹達」を救おうとしたが、実験の存在を知った上条に制止され、彼の活躍により8月21日を以て実験は凍結される。
8月下旬、身元不明の少女・フェブリを預かったことをきっかけに暗部組織「スタディ」の陰謀を知り、黒子や「妹達」を含めた多くの人々との協力でこれを阻止。組織に利用されていた布束とジャーニーを救出する。夏休み最終日となる8月31日の昼間には上条の宿題の面倒を見ることになり、その最中本物の海原から偽物のなりすましを知らされ、上条と偽海原の決闘を物陰から見届けて2人が交わした約束を聞いた。
9月3日、広域社会見学で黒子・初春・佐天と一緒にアメリカの学芸都市に赴き、撮影ではない何らかの事件が起きている事を察する。佐天が行方不明になった事から、学芸都市を破壊しようとする魔術結社「翼ある者の帰還」の軍勢と対峙し、観光客が脱出するまで時間を稼ぐ。
9月上旬、「樹形図の設計者」の「残骸」が回収されたという情報を掴み、実験再開を阻止するため結標淡希らと幾度か交戦し、9月14日に独自に事件を察知し結標に挑んだ黒子を上条と協力して救出する。9月17日には以前助けたアリサから頼まれてライブ中の護衛をする事になり、佐天から彼女が拉致された事を聞いて事態に介入、翌日、情報交換していた上条が途中で病院から消えたため直接エンデュミオンに向かい、正面を守っていた「黒鴉部隊」の駆動兵器を破壊して下部に突入し、「妹達」と協力して爆砕ボルトに点火しエレベーターを切り離す。大覇星祭2日目の9月20日、前日から行方不明になっていた御坂妹を追う過程で、食蜂から「妹達」が幻生に狙われていると聞き、一時的に共闘する。その際ミサカネットワークから強制的に莫大な力を流し込まれ絶対能力者に進化し始めるが、友人達や上条らの尽力で計画は阻止され、ことなきを得る。9月30日には大覇星祭での賭けによる勝利で罰ゲームとして上条と携帯電話のペア契約を結び、その日の夜に友達を助けるために戦うという上条とインデックスと再会し、事情を察して2人に協力する。
学園都市内でインディアンポーカーが流行し始めた頃、食蜂から「魂の生成」に関する実験の情報をもたらされ、「妹達」がこの実験に利用されないよう調査を行う過程でサイボーグ・ドッペルゲンガーの存在に触れる。偶然出会った「屍食部隊」と歪な協力態勢を取ることになり、自身の存在の完全消滅を願うドッペルゲンガーの頼みを聞いて義体及び飛行船内のバックアップデータを破壊する。
フランス・アビニョンでクーデターが発生した際には現地で事件に巻き込まれていた上条から連絡を受け、彼が過去の記憶を失っていたことをたまたま知ってしまう。そして後方のアックアが学園都市に攻め込んだ際に、重傷を負いながら戦場へ向かおうとしていた上条に記憶喪失を知っていることを告げて戦場へ行くのを止めようとしたが、言葉を交わしたことで自分が彼に好意を抱いていたことを自覚し、止められずに見送ることになった。
第二少年院の脱獄イベントが催された際には「超能力者でも破れない」という院長の挑発に乗せられ、黒子・初春・佐天のいつもの4人組で監獄に挑戦し、別行動していた初春に先を越されこそしたものの電子セキュリティの数々を突破して最深部まで辿り着いた。イベント後に誘拐された初春救出のため動きを起こし、負傷しながらも囮になった雷斧を撃破、そのまま少年院に戻って春暖と交戦し、初春の援護を受けて撃破する。
10月下旬の第三次世界大戦では、学園都市暗部が企てた上条の殺害計画を阻止。上条が騒乱の中心であるロシアにいることを突き止めると、戦闘機をハイジャックして自身もロシアへと向かうが、乗り込んだ戦闘機がロシア上空でミーシャの「水翼」に撃墜される。不時着時に偶然遭遇した「妹達」の1体10777号と行動を共にし、上条がいる「ベツレヘムの星」を破壊しようとしたロシア軍の核ミサイル発射を阻止する。その後、上条の元までヘリで辿り着き救出を試みるも、寸でのところで断られてしまう。その後、北極海沿岸で彼の携帯ストラップの残骸を発見し回収して帰国。しばらく消沈していたが、11月5日に学園都市に帰還した上条と再会し、回収した携帯ストラップを返す。
11月10日、上条らと共にハワイに向かい、魔術結社「グレムリン」と交戦する。一端覧祭では、フロイライン＝クロイトゥーネを狙うワルキューレのブリュンヒルドと交戦し、上条を援護する。「人的資源」プロジェクトの際には、食蜂と共に（正確には上条を追う食蜂を追いかける形で）「博覧百科」に駆けつけ、「ヒーロー」達と交戦する。グレムリンの総攻撃では上条に無理やり同行する形で東京都心部に向かい、襲撃で仲間と分断されたのちにインデックスと共に上条と合流し、フレイヤの「地の底這う悪竜」を撃破する。その後、「船の墓場」に乗り込むが、直後に上条が突如オティヌスの側についた真意を問いただすべくビルンで学園都市から送り込まれた150機のファイブオーバーをハッキングし、彼と戦う。交戦する中で、上条のオティヌスに見せられた「しあわせな時代」を壊して元の世界に戻ったという話を自身の論理で打ち破り、彼に初めて勝利する。その後、上条たちを見逃し、ハッキングから制御を取り戻したファイブオーバー達を相手に戦闘を始める。
12月1日には食蜂と共にクリスマスに寮から脱走する計画を立てる。12月3日には、食蜂との熾烈なトントン相撲に勝利してとある高校に向かう権利を勝ち取るが、そのせいで上条と共に「魔神」僧正から逃走することとなる。上条のサポートに徹し黒子たちへの伝手を利用して学園都市への被害を最小限にとどめるために必死で尽力したものの、学園都市最高峰であるはずの自分の能力自体は僧正に対してまるで通じず、他の「魔神」たちからも完全にいないものとして扱われたことで絶望を感じるが、彼の励ましでかろうじて踏みとどまる。しかし、学園都市に向けてアローヘッド彗星が落下を始め、自身の能力では絶対に対処できないことを悟ったうえで「幻想殺し」から溢れ出す「何か」が彗星を迎撃しようとするのを目撃し、彼が生きる世界とのあまりの隔たりに強いショックを受ける。
12月4日には上条勢力の一人ということで去鳴から襲撃されるが、暮亞が介入したことで中断される。その翌日、木原唯一に追われる上条たちを助けるため、魔術の行使によるダメージを負いながら「対魔術式駆動鎧（Anti-Art Attachment＝A.A.A.）」を装備して敵を撃退、その後はA.A.A.を活用するために部活を立ち上げ校内に新たなハンガーを作る。12月7日にはエレメントに襲われていた上条を救出し、常盤台中学に保護する。「水晶の塔」強襲作戦でも上条らと共に実働部隊として動くが、母校に帰還した際にハンガーを破壊しに来ていた唯一と遭遇、交戦するも彼女のA.A.A.の前に敗北する。直後に発生した暴徒によって破壊された「学舎の園」から物資が略奪されてしまい、精神的に追い詰められていたが、上条に励まされて復調する。上条達をA.A.A.のもとに案内した際にアレイスターの呪詛返しをその身に受け、昏倒してしまい病院へ搬送されたが、その後無事退院する。
12月11日にはA.A.A.の今後の管理について食蜂に相談。2人で解析を行う中で上条がA.A.A.の製作者であるアレイスターに狙われていることを察知し、協力して「計画」を妨害するべく「窓のないビル」へ液状被膜超電磁砲を撃ち込む。学園都市からの疎開時には他の常磐台生と共に分解したA.A.Aを持って国外へ脱出してバリ島へ向かい、シンガポールへ進撃する「クロウリーズ・ハザード」を同級生たちの力も借りて壊滅させる。父親からの連絡で上条がイギリスで問題に巻き込まれていることを察し、A.A.Aに食蜂を乗せてロンドンへ急行、父親を襲っていたウェストコットを撃退し、スコットランド方面へ向かう上条と合流して「黄金」たちに戦いを挑む。コロンゾンとの決戦では、負傷した食蜂から上条のことを託され、A.A.A.でクイーンブリタニア号に突入した。戦後の祝勝会に招かれた際、A.A.Aによる共同作業の影響で「神浄の討魔」に唆された食蜂の「心理掌握」を完全に防ぐことができず、ウィンザー城に乗り込んだ上条を辛うじて逃し、A.A.Aに神浄を攻撃するよう設定を施したものの、意識を失い行動不能になる。上条らが再攻撃を行った際に再び「心理掌握」を受けた事で、事前設定の通り意識を失ったままA.A.Aが動き出し、同じく暴走する「自動書記」状態のインデックスと戦うが、最後の最後で僅かに意識を取り戻し、上条が「首輪」を破壊するのを助けた。
その後は学園都市に帰還。12月24日のゴミ拾い行事に嫌気が差して食蜂と共謀して脱走を図り、彼女をビルの屋上に置き去りにして街へ繰り出すが、常盤台の追手から逃れて偶然出会った上条やインデックスとイヴを過ごすことになる。ダーツバーで遊んでいた時に合流した打ち止めと御坂妹を狙った舞殿の襲撃を受けた事で、「暗部」一掃に反対する根丘との戦いに巻きこまれ、上条達と敵本拠地へ向かう。翌25日には食蜂の逆襲を受けて翻弄されるが、上条が激症型サンジェルマンによって死に瀕している事を知ると2人で協力してアンナ＝シュプレンゲルを倒すために行動を起こす。しかし、圧倒的な出力差の前に敗北を喫し、助けようとしていた上条によって逆に救われるという結果に終わり、入院中に食蜂と相談して2人で強くなる事を決意する。26日には再び上条に置いていかれた事に文句をこぼしながらも、ロサンゼルスからの電話越しの相談に乗る。
これらの事件の影響で年末年始の予定を立てられず、帰省はせずに学園都市で年を越す。元日は正月のイベントを楽しみ尽くそうと黒子を引きずり回し、三が日くらいは「妹達」と過ごそうと思い立つが、上条が事件に巻き込まれたと知って旧領事館へ砲撃を行う。

## 能力・戦闘スキル

### 戦法
戦闘は基本的に能力を用いた様々な攻撃によって行う。周囲の物を活用し戦術に組み込むなど機転にも優れている。遠距離攻撃が中心だが、後述の砂鉄の剣など近接攻撃による白兵戦も得意。身体能力は女子中学生としては高いほうで、「風紀委員」で訓練を受けている黒子を圧倒し、「暗部」で殺し合いを経験してきたフレンダ相手に肉弾戦でほぼ互角に渡り合うほど。殆どの場合は相手を無力化させるに留めるよう戦い、行き過ぎた暴力や致死レベルの攻撃は行わない。

### 能力
有する能力はレベル5の発電系能力「超電磁砲（レールガン）」。発電能力における最高の能力で、他の同系統能力者とは別格の強さを誇り、その力は巡洋艦に匹敵するとも評される。後述のように多彩な攻撃技や様々な応用も利くオールラウンドな能力である。
「自分だけの現実」は特に「狙って撃つ」という行為の方向へ尖っているため、基本となる攻撃は速度と連射性に優れた直接電気を放出する電撃。作中ではよく高電圧の放電を行う「雷撃の槍」を使用しており、落雷を発生させることも可能。
超電磁砲（レールガン）
能力名や異名の由来でもある、物体に電磁加速を加えて放つ美琴の代名詞ともいえる決め技。目標に向かう2本のレールをイメージし、それに沿って磁場を形成、フレミングの左手の法則に従って発生するローレンツ力に乗せて金属の弾体を放つ。作中では主にゲームセンターのコインを弾丸として用い、指で弾く形で撃ち出し音速の3倍以上で放つ。圧倒的な速度と破壊力を持ち、かつ貫通力も高く、弾道上にある物を全て薙ぎ払い、ビルに直径2mの風穴を開け衝撃波を撒き散らすほど。空気との摩擦熱でコインが溶けてしまうため射程は50mとそれほど長くないが、弾丸の質量を変えれば威力や射程を伸ばすことができる。体調にもよるが現状で10連射まで可能。金属部品が使われていない物体でも、表面を膨大な量の砂鉄でコーティングすることで射出する事はできる。ただ、軌道が直線的で、かつ、一度放ってしまえば途中で折れ曲がる事もないのが欠点で、タイミングを外す、誤射を誘発させるなどで一応は対処が可能。
液状被膜超電磁砲（リキッドプルーフレールガン）
美琴がA.A.Aを用いて、食蜂のサポートを受けた状態で使用する、摩擦の力を軽減・無効化した超電磁砲。コイン表面に付着したわずかな水分が弾体の熱を奪って冷却を促しつつ、蒸気として爆発的に膨張させることにより、撃ち出した後でも初速以上に加速していく。「心理掌握」による繊細な水力操作により、スペースシャトルを大気圏の熱から守るアブレーションとは比べ物にならないくらいに精密な、特殊な格子模様をコイン表面に張り巡らせている。距離や速度の制約はなく、その威力は第一位の自転を利用した一撃でも傷一つ付かなかった「窓のないビル」に大穴を開けるほど。
雷撃の槍（らいげきのやり）
前髪から青白い高圧電流を槍のように一直線に撃つ技。最大電圧は雷に匹敵する10億Vで、攻撃速度も光のように速い。普通の人間が生身で直撃を受ければ感電死しかねないほどの電気量が生じるので、対人戦では無意識の内に手加減して流れる電流を小さくしている模様。利点・弱点共に「超電磁砲」に類似している。
また、A.A.A.を装備する事で、鉄塔作業用のゴムスーツでさえ容易に貫通するほど高威力の強化版を使用できる。
応用
能力単品よりも周りからアイテムを拾って強化した方が扱いやすく、上記の超電磁砲もその一つ。磁力を操作することにより、周囲の鉄を含む金属を自在に動かせる。副次的なものとはいえ自動車の正面衝突くらいは押さえ込むだけの出力があり、1秒未満とはいえ「聖人」の超人的膂力によって超音速で振るわれるクレイモアを静止させ、盾のように組み固めて相手の攻撃を防御する、建材や瓦礫を集めて足場を作成する、鉄筋や鉄骨などを使用した構造物の壁を自由に歩く、塵を整形して自分に似せたデコイを作るなど、幅広い応用が利く。さらに、地中の砂鉄を操ることにより、表面を振動させて物体を切断して形状や長さが変化する「砂鉄の剣」や、津波のように地表を呑み込ませたり、竜巻のように突き上げたりするなどの攻撃も可能である。磁力で自分自身を引っ張って移動する事も可能だが、早く動き過ぎると身体が千切れるので車と同程度の速度が限界。
直接的に電気信号や電子を操作することにより、電子機械に対する高度なハッキング（厳密にはクラッキング）を可能としている。駆動鎧なども自在に操作できることから、新約15巻以降は木原一族から鹵獲したA.A.A.を主に使用している。ただし、そのブラックボックスには魔術が利用されるため、使用する際には能力者ゆえの副作用が発生してダメージを受けてしまう。
磁力線が目視できるなど電磁気関連においては高い知覚能力も有しており、AIM拡散力場として無意識的に常に周囲に放出している微弱な電磁波からの反射波を感知することによって周囲360度の動体チェックを瞬時に完全な形で行うといった、レーダーのような機能も有していて、フレンダの設置した死角から飛来してくる陶器爆弾の破片を目視無しに全て把握し正確に撃ち落とすなど、防御性能も備わっていることが描写されている。『超電磁砲』では偶然にも電気信号の回線が生じ、木山の記憶を垣間見たこともあった。地磁気や知覚不能なほど微弱なプレートの振動を感じ取る能力もあり、その応用で地脈の乱れを利用した魔術的な「地雷」を発見している。
そのほか、誘導加熱の原理による物体の加熱、自身への電磁加速による一時的な走力向上、限定的な状況ではあるが電磁力による空中浮遊や、水を電気分解して得られる水素と酸素を燃料にしてバーナー噴射で飛行、空気中の絶縁破壊、およびそれを利用した電流の誘導なども可能である。御坂妹が行ったオゾンの合成も、より大規模に行うことができる。また、電気そのものへの耐性からスタンガンや同系統の能力をある程度は無効化できるため、『超電磁砲』では能力の根本が似ている麦野の「原子崩し」による攻撃を屈曲させている。
体内の生体電気を直接制御できるため、体内の水分を制御することによって間接的に生体電流を操作する第5位の「心理掌握」を無効化できる（食蜂はこれを「電磁バリア」と呼んでいる）。ただ、当初は完全に防げていたものの、大覇星祭以降は食蜂と共闘する機会が増えたために、心理的なハードルが下がって能力が通用するようになっている。生体電流の操作を利用する身体強化はやや苦手であるが、自分の運動神経に走る電流を制御することにより、全身に激痛が走ると共に「人間スタンガン状態」になりながらも、常人なら身動きできない筋弛緩剤の投与状態でも動ける。
砂鉄の剣
砂鉄を集めて高速振動させ、チェーンソーのようにあらゆる物体を断ち切る技。形については変幻自在で、デフォルトでは片手で持つ剣のようだが、形を崩せば鞭のようにも伸ばせる万能の得物である。意志を持つ蛇のように生物的に動き回り、途中で複雑に軌道を変えるので、美琴の攻撃レパートリーの中では最も「幻想殺し」に有効とされる。
さらに、大量の砂鉄を集めて作った球体を背中に浮かべ、鞭のような触手を8本同時に操り8方向からの多面同時攻撃が可能。ただ、鞭は全て後ろの球体に接続しているので、「幻想殺し」でどれか1本に触れれば8本全部にまとめて破壊効果が伝わってしまう。
雷巨人モード
大質量の敵と戦う場合に操る巨大な「砂鉄の木偶」。この木偶は内部で塵や砂鉄が動き続けることによって莫大な電力を蓄えており、「超電磁砲」の要領で砂鉄の弾丸を大出力で発射できる。さらに、本体から離れた砂鉄も相手の内部へ侵入させたまま操作できるうえ、微細な運動を続けることによって刃として内部の物を切断できる。
弱点
能力を継続して使用し続けると、ほぼ全面的に能力が使用できなくなる状態に陥り、立っていることもままならなくなる（本人曰く「電池切れ」）。なお、作者の鎌池は「電気だけを吸収する能力者が現れると負けてしまう」と語っている。
前述のように微弱な電磁波を無意識に放出しているため動物から嫌われやすく本人は辟易している。
また、能力がスタンダードであるがゆえに、自分より地力が上の相手にはほぼ勝てないとのこと。そのため「超電磁砲」で打ち抜けない第1位や第2位には、まず勝てないとされている。作中でも「樹形図の設計者」の演算結果で、「一方通行と戦えば逃げに徹しても185手で死亡する」と結論付けられ、アンナからは、科学と魔術の境があやふやになっていた頃はともかく、創約2巻時点ではただスタンダードに強いだけで、パラメータは底上げされているものの、動き自体は単調なので、出力で上回る相手には勝てないと評されている。
PHASE-NEXT
大覇星祭編にて木原幻生によって強制的に絶対能力に上げる実験で容姿が変化した。安定した絶対能力者にすることは不可能であるため、53％の段階で別次元の存在となり、絶対能力者となった瞬間に破滅するとされている。
第一段階（Phase 5.1）は髪の毛が逆立ち、2本の巻き角が生え羽衣をまとった雷神のような姿となる。出力は通常時の数十倍に上昇し、強力な電撃や電磁力を操り、わずか2％の時点でも窓のないビルを覆い尽くすほど巨大な落雷を発生させられる。
第二段階（Phase 5.2）になると、角が合体して第三の目を作り出し、「濃縮されたエネルギーの塊」でできた翼を振るう。
第三段階（Phase 5.3）になると角が頭部から分離、頭上に天使のような輪が現れ肩から上が影の様なものに覆われる。この段階になると、異世界からエネルギーを自在に引き出すことが可能となる。

## 他作品での登場
小説/漫画『とある魔術のヘヴィーな座敷童が簡単な殺人妃の婚活事情』
悪神ロキにより、上条やインデックスと共に『とある魔術の禁書目録』の世界から北欧文化の世界へ連れてこられ、神造艦スキーズブラズニルから人里へ向かう途中で起きた男女間の諍いに負けた男性陣の腹いせで制服を燃やされた結果、ビキニアーマーを着ざるを得なくなる。その後は少年の望みを叶えるため、漆黒の大樹から召喚されたラッシュなどと交戦した。
ゲーム『とある魔術と科学の謎解目録』
プレイヤーユニットとして参戦。
ゲーム『電撃学園RPG Cross of Venus』
アスキー・メディアワークスのニンテンドーDS（DS）用ソフト。電撃文庫15周年記念作品の学園アクションRPG。
『とある魔術の禁書目録』の第1巻時点の世界に訪れた主人公らが散策している時、掃除ロボが誤って吸い込んだ落とし物を吸引口を調べて回収し、夏服姿の美琴が「掃除ロボを壊している！」と彼らに因縁をつけて捕まえようと追い回す。
主人公らが初めて通行許可証を持って鉄橋を渡りきった時、彼らを狙った電撃が向こう岸で待機中の警備ロボを直撃してしまったため、「私、知ーらないっと！」と逃走する姿を主人公から「あいつ、何がしたかったんだよ!?」と突っ込まれる。なお、前述のように時系列が第1巻時点なので、上条に好意は持っていない。
ゲームクリア後は特定の条件を満たすことで図書室に再登場し、対決して勝利することで戦闘キャラクターとして仲間になる。プレイヤーキャラで唯一、打撃系と雷撃系の2系統の攻撃を持つキャラクターでもある。
ゲーム『電撃文庫 FIGHTING CLIMAX』
プレイヤーキャラクターとして参戦。
小説『とある魔術の電脳戦機』
電脳戦機バーチャロンとのコラボ作品。乗機はライデン。
ゲーム『ビビッドアーミー』
英雄としてコラボ。
ゲーム『アサルトリリィ Last Bullet』
黒子、食蜂と共にコラボキャラクターとして登場。
ゲーム『ブルーアーカイブ -Blue Archive-』
食蜂、佐天と共にコラボキャラクターとして登場。

## 備考

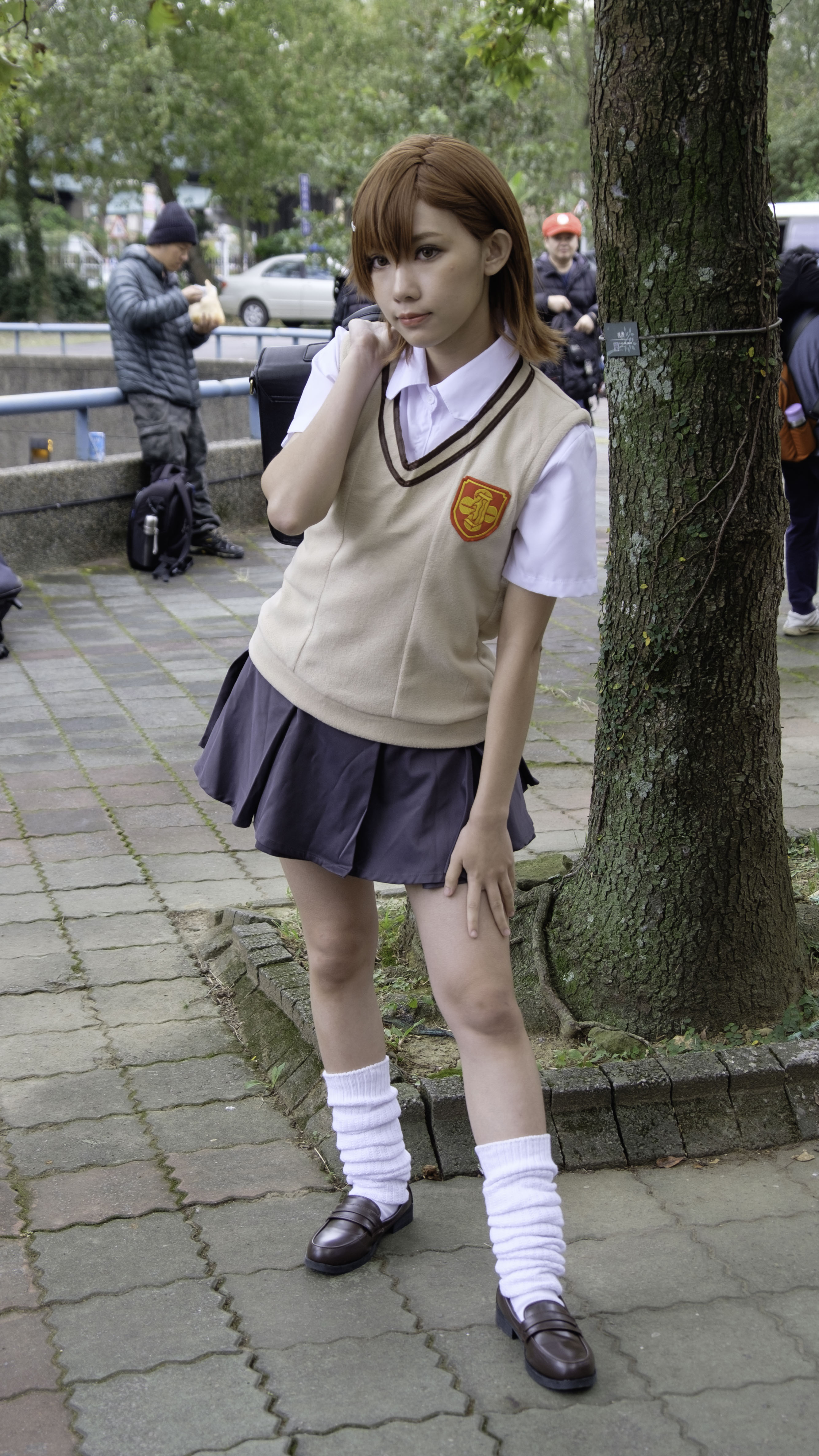
御坂美琴としてコスプレされたファン。

作者の鎌池によると、「作中において強さの階級（ヒエラルキー）を分かりやすく示す存在」として考え出されたのが美琴であり、「強力かつ多彩な攻撃力の能力を持つという落ちこぼれの上条とは真逆なキャラクターにもかかわらず上条には敵わない」状態によって上条の特殊性を浮き彫りにしようと考案され、初期の美琴がエリート志向の強い嫌味なキャラだったのも上条との対比のためであるとのこと。また、「シリアスからコメディまでどんなシーンにいても違和感なく書きやすいキャラクター」であり、作中では一方通行と並んで「時間の経過とともにメンタルが急速に変化・成長していくキャラクター」であるとも語っている。
構想段階ではロングヘアを想定しており、束ねた髪をレールにして超電磁砲を撃つという案もあったものの、髪型がインデックスと被るとの理由であえなく没になる。作中で多用される「前髪から火花が出る」という演出はその名残だという。
鎌池によれば、美琴は能力が性格の支えになっており敗北すると心が折れてしまうのではないかという懸念があり、美琴をなかなか負けさせられないという。美琴を負けさせるには、要は電気を吸収する能力者を新しく作ってしまえばいいが、美琴がどうやって立ち直るかのプロセスを描くのがとても難しく、負けさせるのは重大事と話している。また「上条は美琴の根幹に関わるキャラクターであり、その場にいなくても美琴の中で息づいている」といい、美琴は基本的に感情の波を動かしづらいが、上条がいると全ての感情が出せるので、上条は美琴を動かす起爆剤になる。上条が見ているというだけで美琴の完璧な像を崩すことが出来る。俗に言う「チョロい女」だが、そこも含めて好き勝手なことが出来るキャラクターと語っている。なお、問題が起きると自分で人員配置を決めて何も言わずに一人で戦うヘキがあるという点は、ある意味で説明抜きで味方を操る犬猿の仲の食蜂に似ており、最大の違いは「和解抜きで敵の手を借りるか、否か」らしく、身内のコントロールに対して過敏になるのは自分へのブーメランを無意識に恐れる近親憎悪だとしている。
宝島社によるこのライトノベルがすごい!において、2010年度から2014年度の「好きな女性キャラクター部門」において史上初の5年連続の第1位を獲得した。3年以上の連続1位は「男性キャラクター部門」とあわせてもこのライトノベルがすごい!で前代未聞の快挙であり、2019年現在、2015年度を除いて2010年から一位を獲得し続けている電撃文庫の看板キャラクターである。
中国のオタク文化に精通した百元籠羊は中国における御坂美琴の人気について以下のように語っている。